# 1872.
◄ | 18. stoljeće | 19. stoljeće | 20. stoljeće | ►
◄ | 1840-ih | 1850-ih | 1860-ih | 1870-ih | 1880-ih | 1890-ih | 1900-ih | ►
◄◄ | ◄ | 1869. | 1870. | 1871. | 1872. | 1873. | 1874. | 1875. | ► | ►►
Arhitektura • Astronomija • Biologija • Fotografija • Glazba • Kazalište • Kemija • Kiparstvo • Knjige • Književnost • Kršćanstvo • Meteorologija • Medicina • Planinarstvo • Politika • Pravo • Promet • Slikarstvo • Šport • Znanost • Željeznički promet

## Događaji
- 16. lipnja – Prva sudska rasprava na hrvatskom jeziku u austro-ugarskoj Dalmaciji (suđenje hrvatskom hajduku Andrijici Šimiću).
- 5. kolovoza – Utemeljene Kćeri Marije Pomoćnice u Mornesi.
- 30. studenoga – Odigrana prva međunarodna nogometna utakmica, između Engleske i Škotske. Završila je rezultatom 0:0.

## Rođenja
- 6. siječnja – Aleksandr Skrjabin, ruski pijanist i skladatelj († 1915.)
- 8. siječnja – Nikolaj Panin, ruski klizač († 1956.)
- 15. siječnja – Franjo Salis-Seewis, hrvatski biskup († 1967.)
- 18. svibnja – Bertrand Russell, engleski filozof, matematičar i društveni reformator († 1970.)
- 31. svibnja – Charles Greeley Abbot, američki astrofizičar († 1973.)
- 1. srpnja – Louis Blériot, francuski inženjer i letač († 1936.)
- 4. srpnja – Calvin Coolidge, 30. predsjednik SAD-a († 1933.)
- 16. srpnja – Roald Amundsen, norveški istraživač († 1928.)
- 5. prosinca – Harry Nelson Pillsbury, američki šahist († 1906.)
- 28. prosinca – Pío Baroja, španjolski književnik († 1959.)

## Smrti
- 2. travnja – Samuel F.B. Morse, američki izumitelj i slikar (* 1791.)
- 20. travnja – Ljudevit Gaj, hrvatski političar, jezikoslovac, ideolog, novinar i književnik (* 1809.)
- 24. lipnja – Dimitrije Demeter, hrvatski književni i kazališni djelatnik (* 1811.)
- 18. kolovoza – Petar Preradović, hrvatski književnik (* 1818.)
- 14. prosinca – Gašpar Glavanić, hrvatski pisac i svećenik iz Gradišća (* 1833.)

## Vanjske poveznice
|  | Zajednički poslužitelj ima još gradiva o temi 1872. |